# 박스티

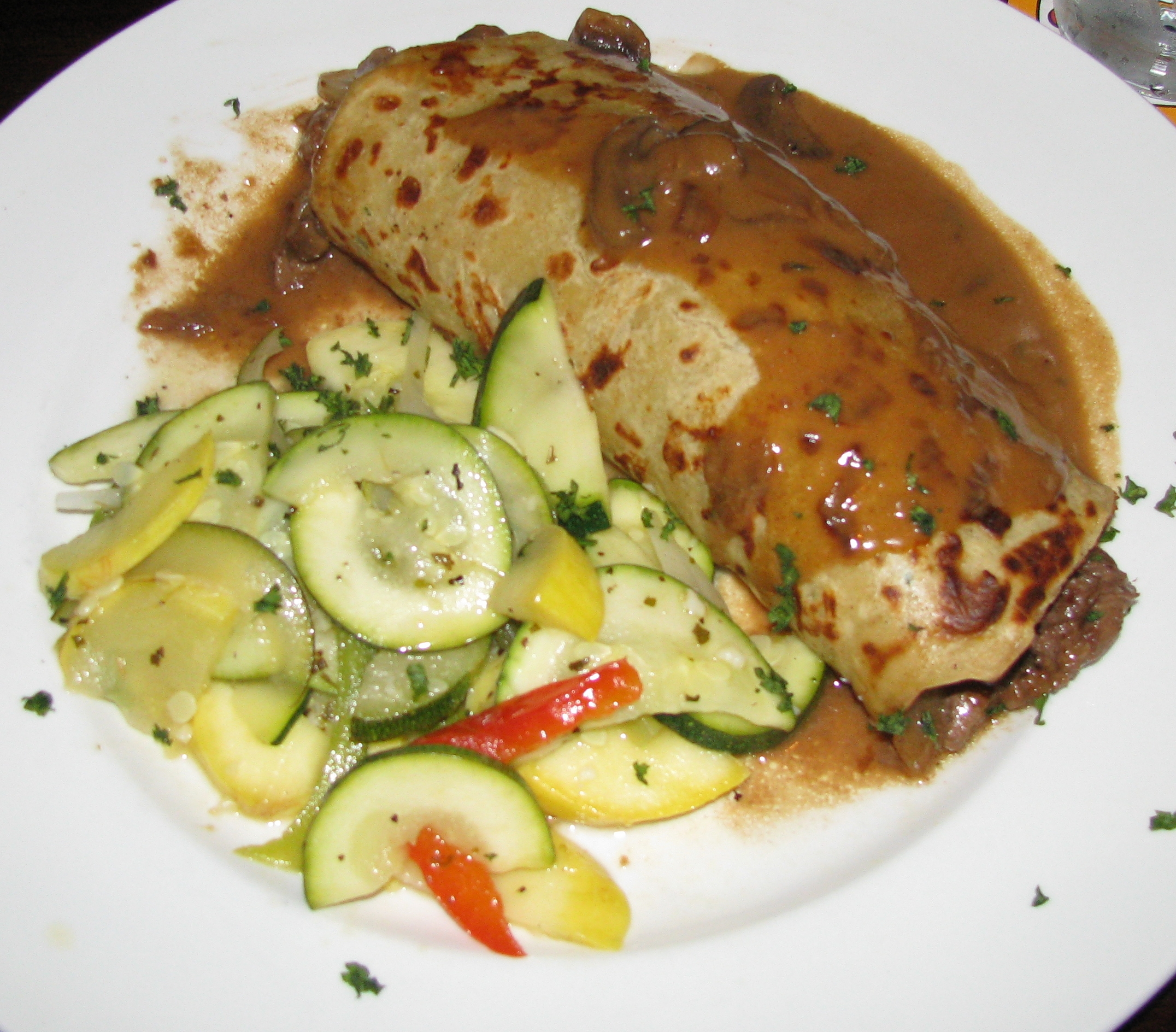
쇠고기와 호박이 곁들여진 박스티

박스티(영어: boxty, 아일랜드어: bacstaí)는 아일랜드와 북아일랜드의 향토음식으로 감자 팬케이크의 일종이다. 주로 코노트 지방과 얼스터 지방에서 인기있는 음식으로, 특히 메이요 주, 슬라이고 주, 더니골 주, 롱퍼드 주, 리트림 주, 퍼매너 주, 캐번 주에서 인기가 많다.

## 조리법
지역에 따라 다양한 조리법이 있으나, 공통적으로 익힌 감자를 간 것과 생감자를 섞어 프라이하는 조리법이 포함된다. 가장 일반적인 조리법은 익힌 감자를 간 것과 생감자를 섞은 것에 밀가루, 탄산 수소 나트륨, 우락유, 달걀을 추가한 뒤 이를 프라이한 것이다.

## 명칭
이름의 유래는 아일랜드어로 '가난한 사람들이 먹는 빵'이라는 의미의 단어인 arán bocht tí 또는 '빵을 굽는 곳'이라는 의미의 bácús인 것으로 추정되고 있다.

## 같이 보기
- 감자전
- 드라니키